# Tetrastigma
Tetrastigma es un género de plantas de la familia de las vitáceas.  Las plantas son enredaderas que trepan por zarcillos y tienen hojas palmadas.  Las especies se encuentran en regiones subtropicales y tropicales de Asia, Australasia y  Australia.  Las especies de este género son notables por ser los únicos huéspedes de plantas parásitas de la familia de las rafflesiáceas, una de las cuales, Rafflesia arnoldii, produce la flor más grande conocida del mundo.
El género tiene cerca de 90 especies, de las cuales  Tetrastigma voinierianum es la única especie cultivada y la mejor conocida.

## Especies seleccionadas
- Tetrastigma bracteolatum (Wall.) Planch.
- Tetrastigma harmandii Planch.
- Tetrastigma leucostaphylum (Dennst.) Alston ex Mabb.
- Tetrastigma nitens (F.Muell.) Planch.
- Tetrastigma planicaule (Hook.f.) Gagnep.
- Tetrastigma pubinerve Merr. & Chun
- Tetrastigma serrulatum (Roxb.) Planch.
- Tetrastigma voinierianum (Baltet) Pierre ex Gagnep.